# Alberto Carpani
Alberto Carpani znany głównie jako Albert One (ur. 23 kwietnia 1956 w Pawii, zm. 11 maja 2020 tamże) – włoski piosenkarz, muzyk nurtu italo disco, eurodance i italodance, producent muzyczny i kompozytor, którego popularność przypada na lata 80. i lat 90. XX wieku. Jako producent muzyczny posługiwał się swoim imieniem i nazwiskiem, używał także pseudonimów Albert One i A1.

## Życiorys

### Wczesne lata
Alberto urodził się 23 kwietnia 1956 roku w Pawii we Włoszech. Swoje pierwsze kroki w muzyce stawiał w prowincjonalnym zespole w okolicach jego rodzinnego miasta na przełomie lat 70. i lat 80. XX wieku.

### Kariera
Przełom w jego karierze nastąpił w 1983 roku, kiedy to pod pseudonimem Jock Hattle ukazał się jego debiutancki singel „Crazy Family” nakładem wytwórni Market Records. Był to sukces, nagranie praktycznie nieznanego wcześniej artysty pojawiło się na wielu kompilacjach obok innych przebojów italo disco (na przykład na kompilacji Magic Compilation labelu Discomagic Records).
Pokłosiem sukcesu debiutanckiego singla był kontrakt piosenkarza z wytwórnią Baby Records zawarty w 1984 roku. W tym roku właśnie pojawił się pierwszy singel Alberto wydany pod pseudonimem Albert One – „Turbo Diesel”. W kolejnym roku nakładem Baby Records ukazały się kolejne dwa single artysty: „Lady O’” i „Heart on Fire”.
W 1986 roku, Alberto zmienił wytwórnię, zamieniając Baby Records na Discomagic Records (dokładniej na partnerskie wobec Discomagic Records labele Time Records i Market Records) i rozpoczynając współpracę z producenckim duetem Mauro Farina / Giuliano Crivellente. W latach 1986–1988 na rynku pojawiły się jego kolejne single: „Secrets” (1986), „For Your Love” (1986), „Hopes & Dreams” (1987), Change Your Mind / Matter Of Time (1988), „Visions” (1988), „Everybody” (1988) i „Freeboard” (1988). W 1988 roku w Niemczech i Szwecji nakładem wytwórni ZYX Music ukazał się również album pt. Everybody. Koniec współpracy Alberto z Time Records i Market Records nastąpił na przełomie lat 80. i lat 90. XX wieku, ostatnim singlem z tego okresu był wydany w 1989 roku „Lover Boy”. W międzyczasie, w 1986 roku, współpracownik piosenkarza, Mauro Farina, użył pierwszego pseudonimu Alberto (Jock Hattle), wydając jako Jock Hattle Band singel „To Be Or Not To Be”.
Poza twórczością solową w latach 80. XX wieku, artysta był członkiem projektu Clock On 5, współpracował również jako autor, producent, koproducent, remixer lub wokalista wspierający z innymi artystami i projektami italo disco: Humphrey, The Cover Band, The Fashion, Fizzy, Smack, Foster, Angelita’s Boys, Helicon, Max Coveri, Body Power, Paul Sharada, Willy One Gang, Tom Dollar, Bon Ton, G.M.T. One, Hot & Cold, Funny Twins, Marina, Manhattan Claude, Schiffer i Fit Looz. Był zaangażowany także w produkcję singla Sabriny Salerno – „Sex”.
W latach 90. XX wieku, Alberto stopniowo zmieniał styl swoich nagrań z italo disco w stronę eurodance i italodance. Zajął się także rozwojem swojej wytwórni – One Records. Jej nakładem wydał w tym czasie dwa single: „This Is Real” (1992) i „All You Want” (1993). W 1992 roku nawiązał również współpracę z Jenny Bridges czego efektem był ich wspólny singel „Going To The Future” wydany przez wytwórnię Discomagic Records. W tym samym roku artysta powrócił ponownie do działalności pod pseudonimem Jock Hattle, wydając pod nim jeden singel – „The Night Call”. W 1998 roku wytwórnia ZYX Music wydała na singlu cover nagrania „Mandy” (w oryginale Scott English, później między innymi Barry Manilow) w wykonaniu Alberto. W tym samym roku na rynku pojawiła się kompilacja przebojów artysty pt. Best Of Albert One.
Pod koniec lat 90. XX wieku piosenkarz ponownie stał się popularny, tym razem jako A.C. One, powodem tego był wydany w 1999 roku pod tym pseudonimem singel „Sing a Song Now Now”, który w tym samym roku dotarł do 6. miejsca hiszpańskiej listy przebojów, a w następnym także do Top 100 list francuskiej i włoskiej. W 2000 roku pojawił się drugi singel artysty wydany jako A.C. One („Ring the Bell”), nie powtórzył jednak komercyjnego sukcesu poprzednika.
W tym czasie artysta kontynuował również współpracę z projektem Clock On 5, jej efektem były kolejne single grupy: „No More Lies” (1992), „L–Love (The Girl For Me)” (1992), „Nothing’s Gonna Stop Us Now” (1992) i „I Care 4 You” (1999). W 1991 roku powrócił także do współpracy z Sabriną Salerno, biorąc udział w produkcji jednego z nagrań („Afraid To Love”) z jej albumu Over The Pop. W latach 90. XX wieku Alberto współpracował także z innymi artystami i projektami italo disco, eurodance i italodance: Didao, Amii Stewart, J.D.J. Featuring Malkom Kalma, Julie Jones, Chris Tallow, E=mc², Baby J, Military Band, Ma.Ta, The Celts, One Righeira, Ross, Train Company i Artepal.
W 2002 roku nakładem Universal Music Group ukazał się singel „Music”. Rok później, w 2003 roku, na rynku pojawił się jego kolejny singel – „Sunshine”.
W 2009 roku Alberto powrócił do działalności do pseudonimem A.C. One, wydając singpel „Angels (Love Is The Answer)”. W 2010 roku artysta nakładem AVI Records wydał singel „Stay”.
Ostatnimi singlami Alberto okazały się „Cold As Ice” (we współpracy z projektem Time Machine) w 2014 roku oraz Face To Face / Sing A Song Now Now (Remix) rok później w 2015.
W 2017 roku na rynku pojawił się drugi i jak się okazało ostatni album studyjny artysty pt. Sing A Song Now Now (All Over The World).

### Życie prywatne
Alberto Carpani zmarł 11 maja 2020 roku w klinice Maugeri w rodzinnej Pavii.

## Dyskografia

### Albumy studyjne
- 1988 – Everybody
- 2017 – Sing A Song Now Now (All Over The World)

### Single

#### Jako Albert One
- 1984 – Turbo Diesel
- 1985 – Lady O’
- 1985 – Heart on Fire
- 1986 – Secrets
- 1986 – For Your Love
- 1987 – Hopes & Dreams
- 1988 – Change Your Mind / Matter Of Time
- 1988 – Visions
- 1988 – Freeboard
- 1989 – Lover Boy
- 1992 – This Is Real
- 1992 – Going To The Future (duet z Jenny Bridges)
- 1992 – No More Lies (z projektem Clock On 5)
- 1992 – L–Love (The Girl For Me) (z projektem Clock On 5)
- 1993 – All You Want
- 1998 – Mandy
- 2002 – Music
- 2003 – Sunshine
- 2010 – Stay
- 2014 – Cold As Ice (z projektem Time Machine)
- 2015 – Face To Face / Sing a Song Now Now (Remix)

#### Jako Jock Hattle
- 1983 – Crazy Family
- 1992 – The Night Call

#### Jako A.C. One
- 1999 – Sing a Song Now Now
- 2000 – Ring the Bell
- 2009 – Angels (Love Is The Answer)

### Składanki
- 1998 – Best Of Albert One
- 2012 – EP One